# Āgheshlū
Āgheshlū (persiska: آغشلو, آغِشلی, آق اَشلو, Āqeshlū, اَكيشلی, اَغِشلُّ) är en ort i Iran.   Den ligger i provinsen Västazarbaijan, i den nordvästra delen av landet, 600 km nordväst om huvudstaden Teheran. Āgheshlū ligger 1 058 meter över havet och antalet invånare är 673.
Terrängen runt Āgheshlū är kuperad norrut, men söderut är den platt.Runt Āgheshlū är det ganska tätbefolkat, med 75 invånare per kvadratkilometer. Närmaste större samhälle är Khvoy, 9,8 km sydväst om Āgheshlū. Trakten runt Āgheshlū består till största delen av jordbruksmark.